# Химн на Беларус
„Мы, беларусы“ (в превад: „Ние, беларусите“) е неофициалното име на националния химн на Беларус и първите думи от неговия текст. Официалното му име е „Държавен химн на Република Беларус“.
Музиката е написана от композитора Нестер Сакалоуски през 1955 г. и по-късно песента с оригиналния си текст става химн на Белоруската съветска социалистическа република (БССР).
След разпадането на СССР обаче текстът е променен. Официално това става на 2 юли 2002 г., когато с указ президентът Александър Лукашенко утвърждава песента и новия текст като национален химн.

## Текст
| Оригинален текст на беларуски | Руски |
| --- | --- |
| Мы, беларусы – мірныя людзі, Сэрцам адданыя роднай зямлі, Шчыра сябруем, сілы гартуем Мы ў працавітай, вольнай сям'і. Припев: Слаўся, зямлі нашай светлае імя, Слаўся, народаў братэрскі саюз! Наша любімая маці-Радзіма, Вечна жыві і квітней, Беларусь! Разам з братамі мужна вякамі Мы баранілі родны парог, У бітвах за волю, бітвах за долю Свой здабывалі сцяг перамог! Припев Дружба народаў – сіла народаў - Наш запаветны, сонечны шлях. Горда ж узвіся ў ясныя высі, Сцяг пераможны – радасці сцяг! Припев | Мы, белорусы – мирные люди, Сердцем преданные родной земле. Искренне дружим, силы закаляем, Мы в трудолюбивой, свободной семье. Припев: Славься, земли нашей светлое имя, Славься, народов братский союз! Наша любимая мать-Отчизна, Вечно живи и цвети, Беларусь! Вместе с братьями храбро веками Мы защищали родной порог, В битвах за волю, битвах за долю Свое добывали знамя побед! Припев Дружба народов – сила народов – Наш заветный, солнечный путь. Гордо ж возвейся в ясные выси, Знамя победное – радости флаг! Припев |

### Химн на БССР
Химнът на БССР:
Мы беларусы, з братняю Руссю
Разам шукалі к шчасцю дарог.
Ў бітвах за волю, ў бітвах за долю
З ёй здабывалі мы сцяг перамог!
Припев:
Нас аб’яднала Леніна імя,
Партыя к шчасцю вядзе нас ў паход.
Партыі слава! Слава Радзіме!
Слава табе, Беларусі народ!
Сілы гартуе, люд Беларусі
Ў братнім саюзе, ў мужнай сям’і
Вечна мы будзем, вольныя людзі,
Жыць на шчаслівай, вольнай зямлі!
Припев
Дружба народаў – сіла народаў,
К шчасцю працоўных сонечны шлях
Горда ж узвіся ў светлыя высі,
Сцяг камунізму – радасці сцяг!
Припев